# Pieczonogi (Petite-Pologne)
Pour les articles homonymes, voir Pieczonogi.
Pieczonogi est une localité polonaise de la gmina de Pałecznica, située dans le powiat de Proszowice en voïvodie de Petite-Pologne.